# Кадваладр ап Кадваллон
Кадва́ладр ап Кадваллон (Кадваладр Благослове́нный; валл. Cadwaladr ap Cadwallon, Cadwaladr Fendigaid; умер в 682) — король Гвинеда (655—682), сын Кадваллона ап Кадвана. В православной традиции Кадваладр Валлийский почитается как святой, его память отмечается в Третью неделю по Пятидесятнице, в день празднования Собора Британских и Ирландских святых.

## Биография
Кадваладру был всего год, когда погиб его отец Кадваллон ап Кадван. Престол Гвинеда узурпировал Кадавайл, а младенца Кадваладра увезли в Бретань. Даже узнав о смерти узурпатора в 655 году, Кадваладр не поехал на родину. В это время Гвинед сильно страдал от голода, чумы и междоусобиц, а сведения о происходивших в нём событиях крайне скудны. Кадваладр вернулся в свои владения лишь через несколько лет после смерти Кадавайла. Он продолжил борьбу с англосаксонской экспансией на запад, но совершённый им в 658 году поход в Сомерсет завершился его поражением в сражении при Пеоннуме.

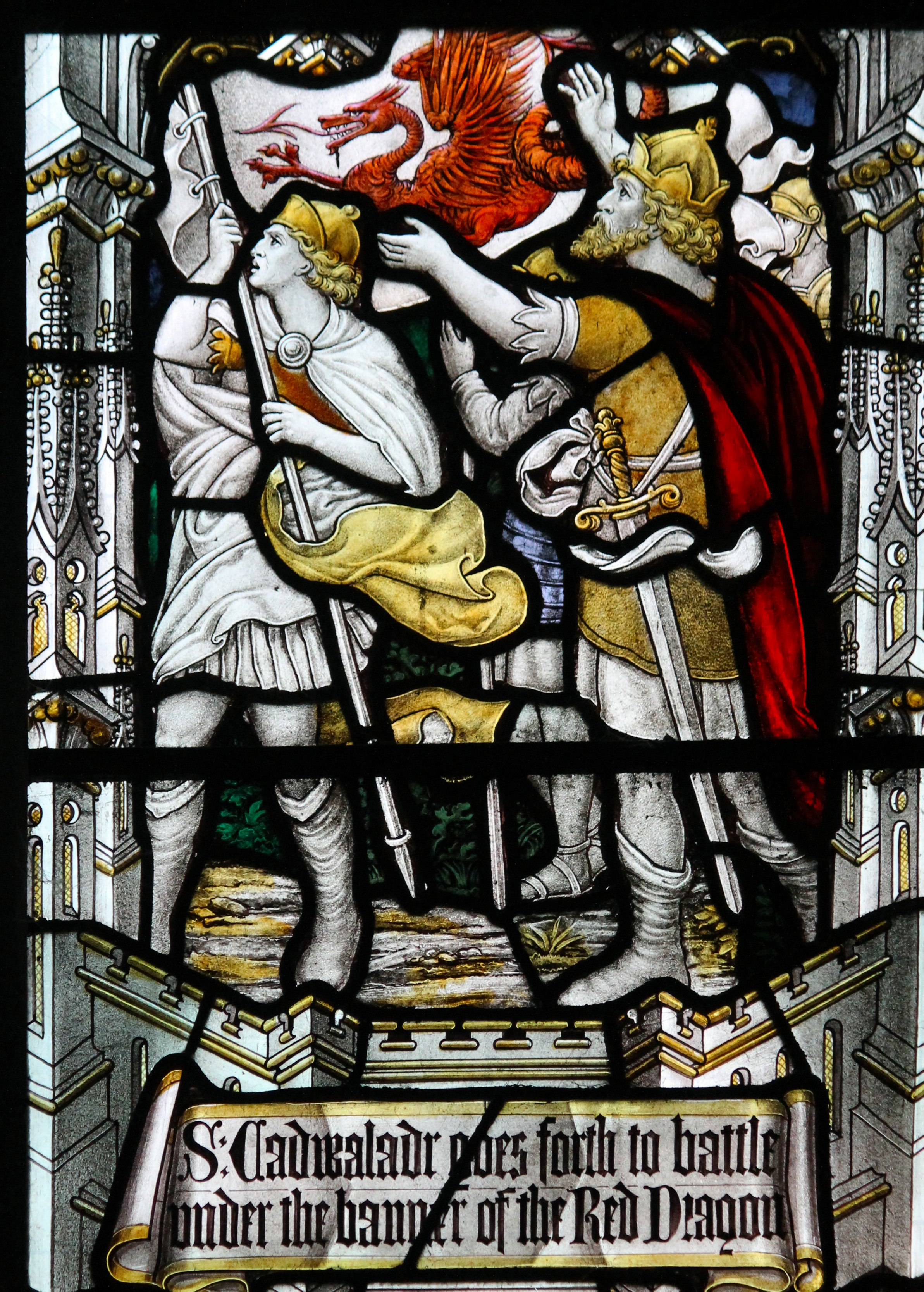
Витраж с изображением Кадваладра в соборе Лландафф (Чарльз Пауэлл, 1919)

Согласно Гвентианской Хронике, он наследовал своему отцу, после его смерти, в 660 году. Согласно же Роджеру Вендоверскому, Кадваллон умер в 676 году.
Этот король уделял большое внимание церкви. Особенно он благоволил аббатству Клинног Ваур. По некоторым сведениям под конец жизни Кадваладр ушёл в монастырь Эглуис Айл и умер во время паломничества в Рим, возможно, от чумы. Его тело было возвращено на родину и захоронено в этом монастыре, переименованном в его честь в Ллангадваладр. Впоследствии Кадваладр был причислен к лику святых. Его знамя с красным драконом использовалось Генрихом VII Тюдором, считавшим себя прямым наследником королей Гвинеда. Гальфрид Монмутский называет Кадваладра последним Верховным королём бриттов.
Согласно «Анналам Камбрии», Кадваладр ап Кадваллон умер от чумы в 682 году или погиб в битве. 
Возможно, что он не умер в Риме в 689 году и спутан с Кэдваллой, другие говорят, что умер в 664 году, хотя, вероятно, это был его заклятый враг, король Кадавайл.
Впервые он упоминается в Истории Британии (§64): «Осгуид, сын Эдлфрида, правил 28 лет и 6 месяцев. Пока он правил, на людей обрушилась чума, в то время как Катгуаларт правил среди бриттов после своего отца, и в ней он погиб». Беда упоминает, что чума произошла в 664 году. Эта чума датируется в Анналах Камбрии более поздним периодом, чем 682 год, но авторитет ниже Истории Британии. То, что Кадваладр был сыном Кадваллона, ясно указано во всех генеалогиях. По словам Джеффри Монмутского, мать Кадваладра была сестрой Пенды, короля Мерсии, на которой Кадваллон женился, когда заключил союз с Пендой. Это, вероятно, произошло около 632 года. Если это верно, Кадваладр не мог родиться ни до 633, ни после 635, года после смерти Кадваллона. Таким образом, он был бы слишком молод, чтобы наследовать Кадваллону в качестве короля Гвинеда. Это отчасти подтверждается тем фактом, что в это время королем появляется некий Кадавайл. «Ни одно из его деяний не было записано, тем не менее, он, должно быть, был фигурой, имеющей некоторое значение, поскольку барды более поздних веков считали его имя одним из тех, с которым можно заклинать, и в дни национальной депрессии предсказывали его возвращение, чтобы привести кимров к победе». Кинан «пророчества». «Вероятно, он провел конец своей жизни как монах, поскольку церковь Эглуис Аэл в Англси называет его святым покровителем и основателем». Во всяком случае, ему был присвоен статус святости, когда в генеалогиях он получил прозвище Вендигайд, что значит «благословенный». «Согласно традиции, он перестроил церковь Эглуис Аэл в Англси, где был похоронен его дед Кадван и которая после реставрации, получил имя Лланкадваладр», чьим покровителем являлся, а также при Лланреадри-и-Мочнанте, Поуисе и Капеле Кадваладре (Хен Финвенте). Говорят, что Кадваладр был значительным благотворителем аббатства Клинног-Фаур в Арфоне, которому он даровал титул лорда Грайанога.
Согласно триадам, для Кадваладра ни одна лошадь не была достаточно большой. Согласно другой триаде, Кадваладр Фендигайд был поражен Голиданом Бардом. Это был один из «Трех вредоносных ударов» острова Британия. Сам Голидан Фарт был поражен по голове, что было одним из «Трех неудачных ударов топором». Удар был нанесен дровосеком из Аберффрау. У Кадваладра остался сын, Идвал Иурх. Джеффри Монмутский упоминает чуму 664-665 годов, но делает вид, что Кадваладр пережил ее, удалившись в Арморику, где его принял король Алан. В конце концов он отправился в Рим, где умер в 689 году. Кадваладр — последний из королей, включенных в трактат «Двадцать четыре могущественных короля». Нам говорят, что он правил 11 лет и было у него три сына - Ивор, Алан и Идвал. Одна версия добавляет, что он построил город Абергавенни там, где раньше было старое здание, построенное великаном по имени Гигас Орго. Жена Кадваладра и мать Идвала была неназванной дочерью Алана, короля Бретани. Уильям Ллин называет ее Агатой, но делает ее матерью Родри Молуинога (ап Идвала Иурха). Джеффри Монмутский говорит, что после смерти Кадваладра, бритты так и не восстановили «монархию острова», под которой он, по-видимому, подразумевает притязание на верховенство над всеми королями Британии.